# 沖洲地区
沖洲地区（おきのすちく）は、徳島市の行政上の地区である。徳島市の東岸に位置する。
1926年に徳島市に編入された旧沖洲村と、大まかな位置は一致するが、範囲はややことなる。

## 地理
吉野川デルタ最下流部に位置し、かつての湿地帯や浅海が、近世以降の自然堆積や干拓・埋立で陸地化した土地である。
北は吉野川、南は新町川で限られる。西には沖洲川が流れるが、沖洲地区のうち末広・南末広町は沖洲川の対岸にあり、福島などと陸続きである。東は紀淡海峡に面すが、東沖洲は陸続きでなく、沖合いの人工島である。
大半は住宅地。県道38号/204号などの幹線道路沿いは商業地が広がり、東沖洲は工業地である。
唯一陸上で接する西の渭東地区との境界は町境と一致せず、安宅三丁目の一部も沖洲地区に含まれるが、この境界は旧徳島市・沖洲村間の市町村境とほぼ一致している。

### 町
人口は徳島市による推計（2025年1月1日）。
| 町丁     | 丁目・小字 | 人口   | 注記               |
| -------- | ---------- | ------ | ------------------ |
| 末広     | 一～五丁目 | 4,648  |                    |
| 南末広町 |            | 2,050  |                    |
| 南沖洲   | 一～五丁目 | 3,701  |                    |
| 北沖洲   | 一～四丁目 | 5,027  |                    |
| 東沖洲   | 一～四丁目 | 15     |                    |
| 金沢     | 一～二丁目 | 1,152  |                    |
| 安宅     | 三丁目 6番 | 00 84  | 一～三丁目のうち。 |
| 計       |            | 16,677 |                    |

### 地形
- 河川
  - 吉野川
  - 新町川 - 吉野川の支流。
  - 沖洲川 - 吉野川から分流し新町川に合流する。
- 島
  - マリンピア沖洲 - 埋立地。本土と陸続きにする計画あり。
- 海
  - 紀淡海峡

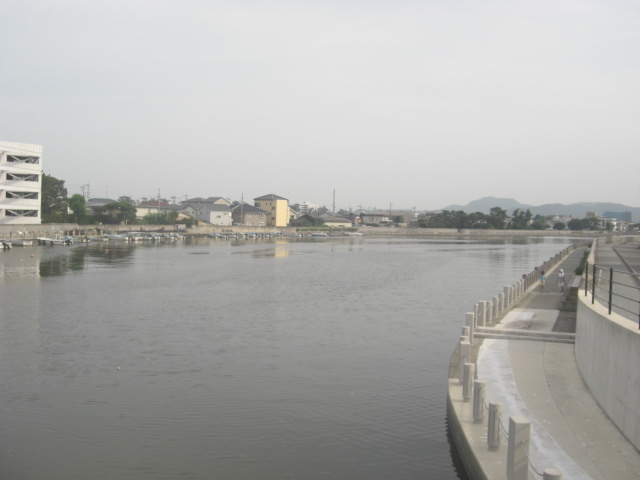
沖洲川
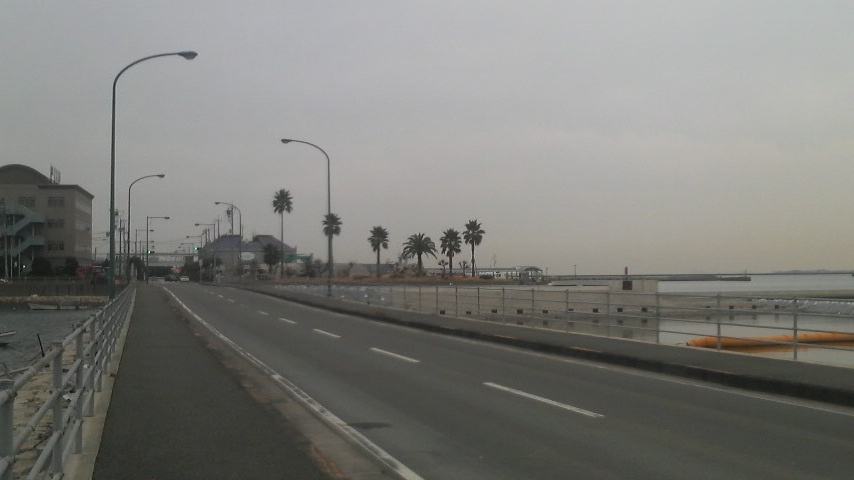
マリンピア沖洲

## 産業
砂地を利用して渭東ねぎの栽培が盛んである。
東沖洲の埋立地は工業用地になっている。

## 歴史
段階的に堆積・干拓・埋め立てされてきた地区で、ほとんどはかつての河や海である。1646年の古地図「忠英御代御山下画図」では、金沢や末広は沖洲川の河道で、南北沖洲の東半分と東沖洲は海だった。
1926年に徳島市に編入された旧沖洲村とおまかに一致するが、沖洲村の大字大岡浦（現 住吉・城東町）は除外される。逆に、1928年の市町村境変更で徳島市に編入された旧川内村大字金沢新田（現 金沢）を含み、また、東沖洲は1986年以降の埋立地である。

### 年表
- 0896年00月00日 - 名方郡が名東郡と名西郡に分割。
- 1854年00月00日 - 安政南海地震で津波の被害を受けた。蛭子神社に碑「百度石」が残る。
- 1889年10月01日 - 町村制施行に伴い、名東郡沖洲村・板野郡川内村が成立。
- 1926年04月01日 - 沖洲村が徳島市に編入。
- 1928年10月01日 - 川内村のうち、金沢新田（編入後 金沢町、現 金沢）など吉野川南岸部分が徳島市に編入。
- 1986年00月00日 - 東沖洲の埋め立て開始（進行中）。

### 市町村の変遷
| 郡     | 1879–1889  | 1889–1926 | 1926–1928 | 1928–1986 | 1986–  | 現在のおよその町 |
| ------ | ---------- | --------- | --------- | --------- | ------ | ---------------- |
| 海     | 海         | 海        | 海        | 海        |        | 東沖洲           |
| 名東郡 | 沖洲浦村   | 沖洲村    | 徳島市    | 徳島市    | 徳島市 | 北沖洲・南沖洲   |
| 名東郡 | 末広新田村 | 沖洲村    | 徳島市    | 徳島市    | 徳島市 | 末広・南末広町   |
| 板野郡 | 金沢新田村 | 川内村    | 川内村    |           |        | 金沢             |

## 交通

### 道路
- 高速道路
  - 徳島南部自動車道 - 徳島沖洲インターチェンジ
- 都道府県道
  - 徳島県道29号徳島環状線
  - 徳島県道38号沖ノ洲徳島本町線
  - 徳島県道189号沖ノ洲埠頭線
  - 徳島県道204号徳島沖洲インター線

### 橋
| 橋         | 川     | 町             | 対岸の地区 | 対岸の町 | 道路                            |
| ---------- | ------ | -------------- | ---------- | -------- | ------------------------------- |
| 沖洲樋門橋 | 沖洲川 | 金沢           | 渭東地区   | 住吉     |                                 |
| 城東大橋   | 沖洲川 | 金沢           | 渭東地区   | 城東町   |                                 |
| 沖洲橋     | 沖洲川 | 北沖洲・南沖洲 | 地区内     | 安宅     | 徳島県道38号沖ノ洲徳島本町線    |
| 沖洲大橋   | 沖洲川 | 南沖洲         | 地区内     | 南末広町 |                                 |
| 末広大橋   | 新町川 | 南沖洲         | 昭和地区   | 昭和町   | 徳島県道29号徳島環状線          |
|            | 海     | 北沖洲         | 地区内     | 東沖洲   |                                 |
|            | 海     | 北沖洲         | 地区内     | 東沖洲   | 徳島県道204号徳島沖洲インター線 |
|            | 海     | 南沖洲         | 地区内     | 東沖洲   |                                 |

## 施設

### 教育機関
- 徳島市立高等学校
- 徳島市立城東中学校
- 徳島市立沖洲小学校
- 徳島市立沖洲幼稚園
- 徳島県立中央テクノスクール

### 公共施設
- 沖洲マリンターミナル
- 徳島県立人権教育啓発推進センター（あいぽーと徳島）

### 商業施設
- マリンピア沖洲
- 徳島工業団地
- イオンモール徳島
- 徳島市中央卸売市場
- 徳島新鮮なっとく市

### 社寺・史跡
- 蛭子神社 - とくしま市民遺産に選定。
- 末廣神社
- 沖洲台場跡（沖洲公園）

### 画像

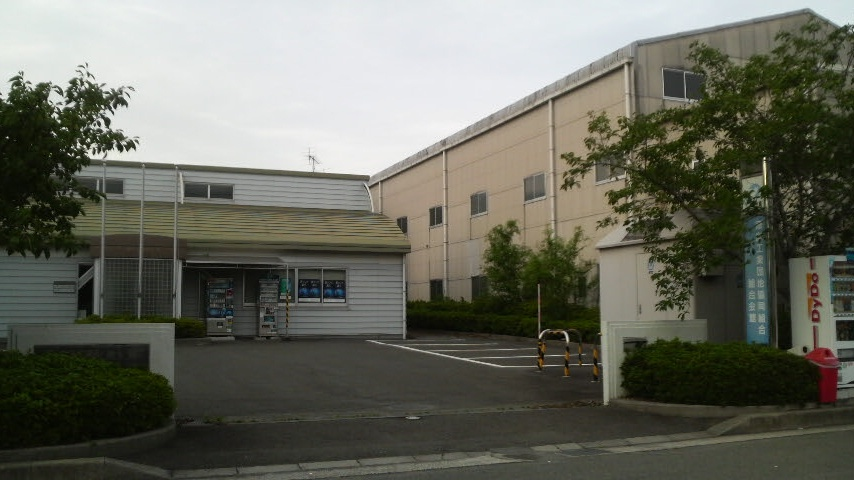
徳島工業団地 徳島工業団地協同組合会館
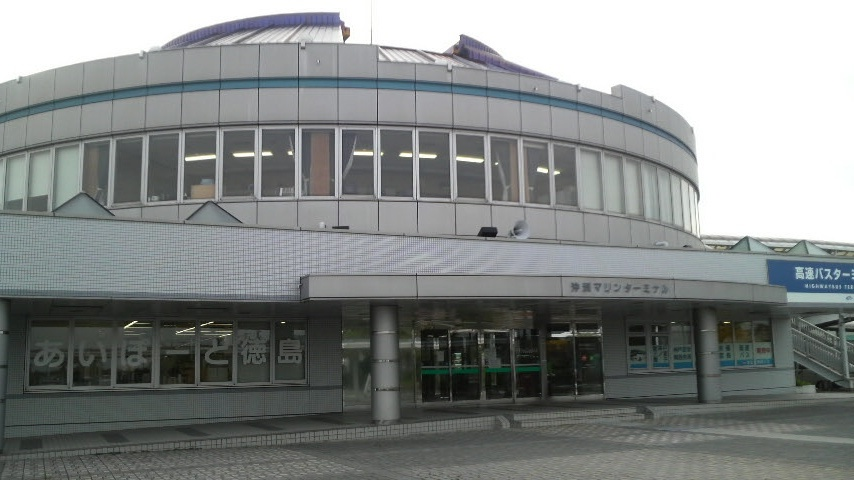
沖洲マリンターミナル （あいぽーと徳島）
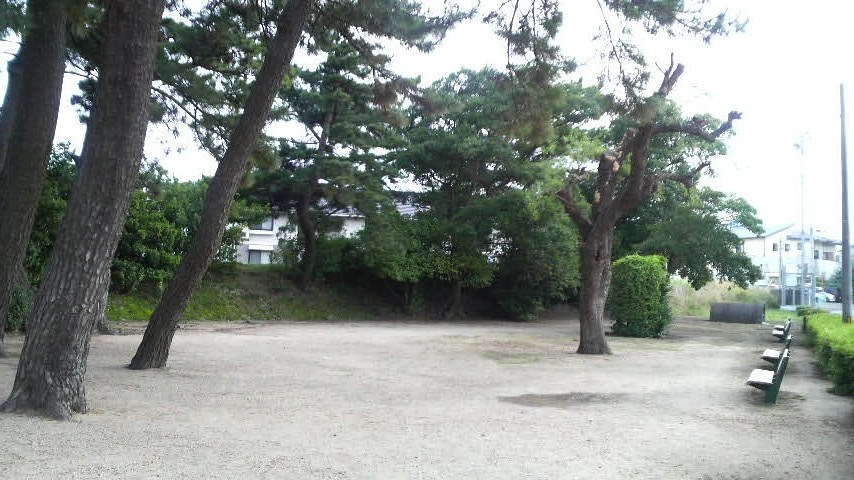
沖洲台場跡 （現在は沖洲公園となっている）
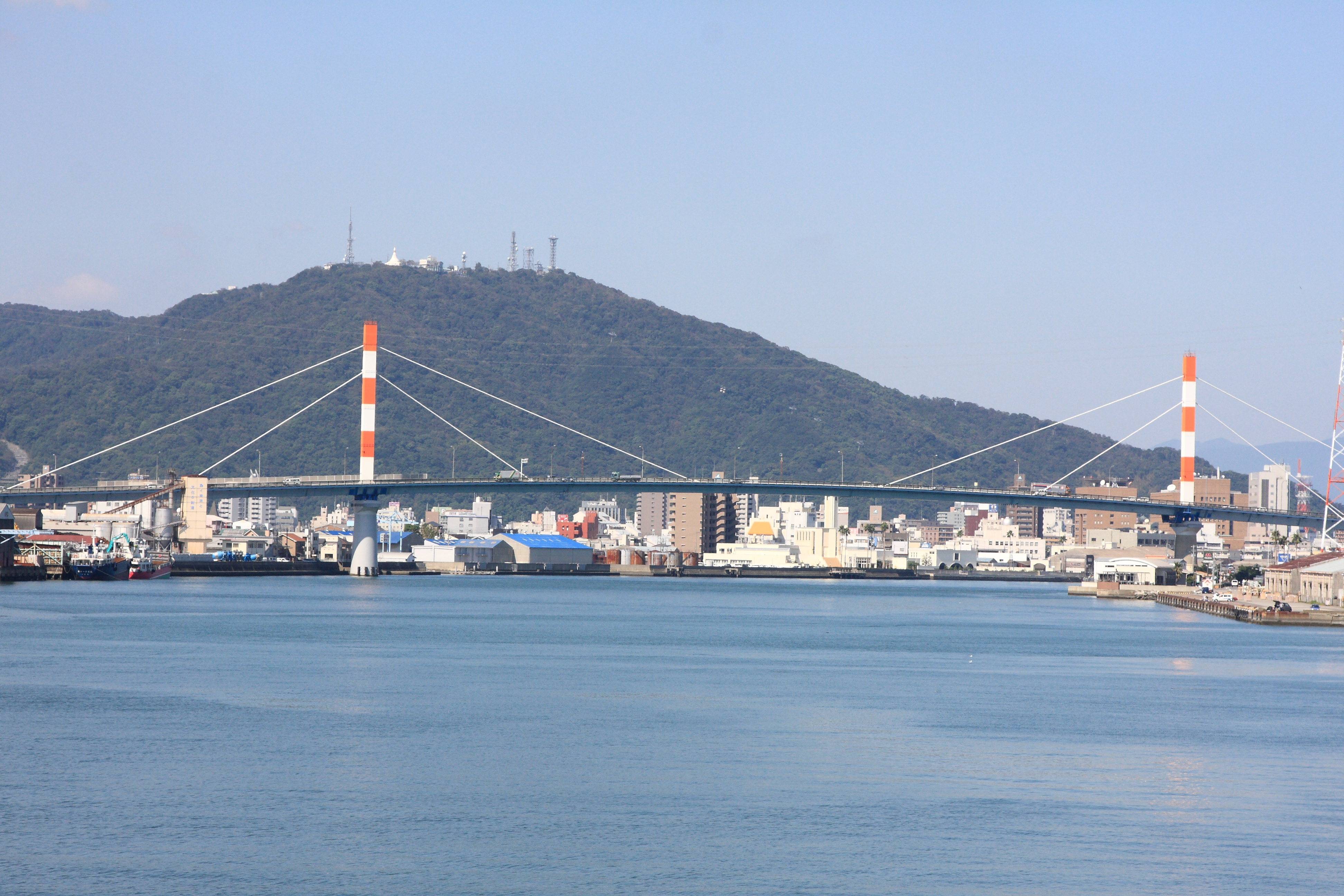
末広大橋
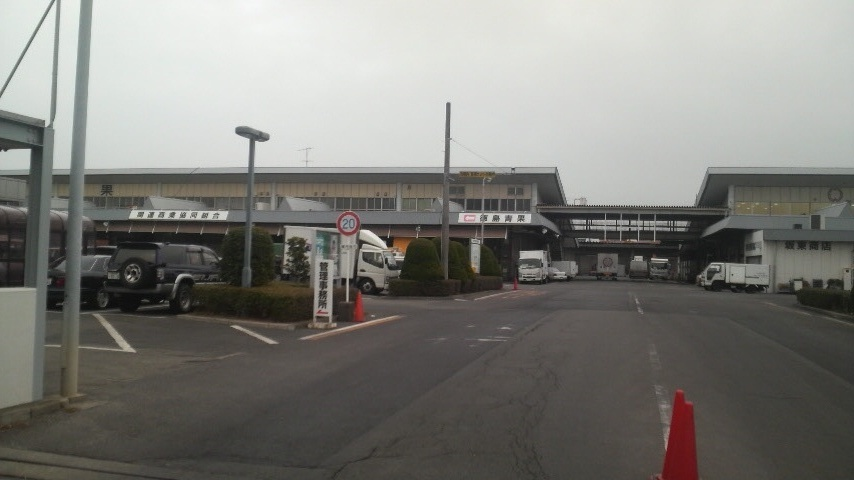
徳島市中央卸売市場